# 韓美人
美人韓氏（びじん かんし、生没年不詳）は、北宋の哲宗の妃嬪。

## 生涯
最初、後宮に入って御侍（皇帝の側女）となった。元符2年（1099年）閏9月、仁寿郡君に封ぜられた。同年11月、才人に進んだ。当時、哲宗は病いが重く、韓才人、乳母の竇氏、数人の侍女、側女たちが常時看護を任された。
3カ月後の元符3年（1100年）正月に哲宗が崩ずると、皇太后向氏は功績なしを口実に、臨終まで看護した者をみな降格して追い出した。韓才人は紅霞帔（皇帝の側女）に降格され、園陵の奉仕にあたった。
翌建中靖国元年（1101年）、向氏が崩ずると、徽宗によりそれらの者たちは皇宮に召還され、韓氏は才人に復された。大観2年（1108年）2月、美人に進んだ。
靖康の変の前後の動静については記録がない。すでに薨去していたか、あるいは変の際に行方知れずとなったかも不明である。

## 伝記資料
- 『宋史』
- 『宋会要輯稿』
- 『皇宋十朝綱要』
- 『曾公遺録』